# Twenty20 Cup 2023
Der Twenty20 Cup 2023 (aus Sponsoringgründen als Vitality Blast bezeichnet, oft auch nur T20 Blast) war die 21. Saison der englischen Twenty20-Meisterschaft, die vom 20. Mai bis zum 15. Juli 2023 ausgetragen wurde. Im Finale konnte sich die Somerset gegen die Essex Eagles mit 14 Runs durchsetzen.

## Format
Die 18 First-Class-Counties wurden nach regionalen Gesichtspunkten in zwei Gruppen mit jeweils neun Mannschaften aufgeteilt. In dieser Gruppenphase spielte jede Mannschaft einer Gruppe jeweils zweimal gegen jedes der anderen Teams. Nach dessen Abschluss qualifizierten sich die ersten vier einer Gruppe für die Viertelfinale. Die Halbfinale wird dann zusammen mit dem Finale, vermarktet als Finals Day, an einem Tag in Birmingham ausgetragen.

## Gruppenphase

### North Group
Tabelle
Der Stand der Tabelle der North Group zum Ende der Gruppenphase.
| North Group           | Sp. | S  | N  | U | NR | P  | NRR    |
| --------------------- | --- | -- | -- | - | -- | -- | ------ |
| Birmingham Bears      | 14  | 11 | 3  | 0 | 0  | 22 | +0.819 |
| Lancashire Lightning  | 14  | 8  | 5  | 0 | 1  | 17 | +0.427 |
| Worcestershire Rapids | 14  | 8  | 5  | 1 | 0  | 17 | +0.349 |
| Notts Outlaws         | 14  | 8  | 6  | 0 | 0  | 16 | –0.222 |
| Derbyshire Falcons    | 14  | 6  | 7  | 1 | 0  | 13 | +0.397 |
| Northants Steelbacks  | 14  | 6  | 8  | 0 | 0  | 12 | +0.274 |
| Durham                | 14  | 4  | 7  | 2 | 1  | 11 | +0.077 |
| Yorkshire Vikings     | 14  | 6  | 6  | 0 | 2  | 14 | –0.737 |
| Leicestershire Foxes  | 14  | 2  | 12 | 0 | 0  | 4  | –1.402 |

### South Group
Tabelle
Der Stand der Tabelle der South Group zum Ende der Gruppenphase.
| North Group     | Sp. | S  | N  | NR | P  | NRR    |
| --------------- | --- | -- | -- | -- | -- | ------ |
| Somerset        | 14  | 12 | 2  | 0  | 24 | +1.460 |
| Hampshire Hawks | 14  | 9  | 5  | 0  | 18 | +0.820 |
| Surrey          | 14  | 8  | 6  | 0  | 16 | +1.192 |
| Essex Eagles    | 14  | 8  | 6  | 0  | 16 | +0.088 |
| Kent Spirits    | 14  | 7  | 7  | 0  | 14 | +0.287 |
| Sussex Sharks   | 14  | 6  | 8  | 0  | 12 | –0.871 |
| Gloucestershire | 14  | 5  | 9  | 0  | 10 | –0.993 |
| Glamorgan       | 14  | 5  | 9  | 0  | 10 | –1.060 |
| Middlesex       | 14  | 3  | 11 | 0  | 6  | –0.932 |

## Playoffs

### Viertelfinale
| 6. Juli Scorecard | Birmingham | Birmingham Bears 167-7 (20)        | – | Essex Eagles 171-8 (19.5) |
|                   |            | Esses Eagles gewinnt mit 2 Wickets |   |                           |

Esses Eagles gewann den Münzwurf und entschied sich als Feldmannschaft zu beginnen. Als Spieler des Spiels wurde Dan Lawrence ausgezeichnet.
| 7. Juli Scorecard | Manchester | Surrey 187-5 (20)          | – | Lancashire Lightning 174-6 (20) |
|                   |            | Surrey gewinnt mit 13 Runs |   |                                 |

Surrey gewann den Münzwurf und entschied sich als Schlagmannschaft zu beginnen. 
| 7. Juli Scorecard | Taunton | Notts Outlaws 157-6 (20)       | – | Somerset 158-5 (19.3) |
|                   |         | Somerset gewinnt mit 5 Wickets |   |                       |

Notts Outlaws gewann den Münzwurf und entschied sich als Schlagmannschaft zu beginnen. Als Spieler des Spiels wurde Lewis Gregory ausgezeichnet.
| 9. Juli Scorecard | Southampton | Worcestershire Rapids 100 (17.5)      | – | Hampshire Hawks 102-5 (15.3) |
|                   |             | Hampshire Hawks gewinnt mit 5 Wickets |   |                              |

Hampshire Hawks gewann den Münzwurf und entschied sich als Feldmannschaft zu beginnen.

### Halbfinale
| 15. Juli Scorecard | Birmingham | Hampshire Hawks 170-7 (20)                      | – | Essex Eagles 115-5 (11.3/12) |
|                    |            | Essex Eagles gewinnt mit 5 Wickets (D/L method) |   |                              |

Essex Eagles gewann den Münzwurf und entschied sich als Feldmannschaft zu beginnen. Als Spieler des Spiels wurde Matt Critchley ausgezeichnet.
| 15. Juli Scorecard | Birmingham | Somerset 142-7 (19/19)       | – | Surrey 118 (16.5/19) |
|                    |            | Somerset gewinnt mit 24 Runs |   |                      |

Somerset gewann den Münzwurf und entschied sich als Feldmannschaft zu beginnen. Als Spieler des Spiels wurde Craig Overton ausgezeichnet.

### Finale
| 15. Juli Scorecard | Birmingham | Somerset 145 (20)            | – | Essex Eagles 131 (18.3) |
|                    |            | Somerset gewinnt mit 14 Runs |   |                         |

Essex Eagles gewann den Münzwurf und entschied sich als Feldmannschaft zu beginnen. Als Spieler des Spiels wurde Matt Henry ausgezeichnet.